# Le Grand-Abergement
Le Grand-Abergement är en kommun i departementet Ain i regionen Auvergne-Rhône-Alpes i östra Frankrike. Kommunen ligger  i kantonen Brénod som ligger i arrondissementet Nantua. Kommunens areal är 31,92 km². År 2018 hade Le Grand-Abergement 121 invånare.

## Befolkningsutveckling
Antalet invånare i kommunen Le Grand-Abergement
Referens: INSEE